# Jean-Jacques Willmar
Jean-Jacques Willmar (Ciutat de Luxemburg, 6 de març de 1792 - Ciutat de Luxemburg, 20 de novembre de 1866) fou un polític i jurista luxemburguès, segon primer ministre de Luxemburg durant cinc anys del 1848 al 1853, va ser també ministre d'Afers Exteriors i ministre de Justícia durant la mateixa data.

## Biografia
Nascut el 1792 en la ciutat de Luxemburg, va ser fill de Jean-Georges Willmar, qui era governador del Gran Ducat de Luxemburg entre 1817 a 1830.
El 1814 va rebre la seva llicenciatura en dret a París, i va ser doctorat en la ciutat de Luxemburg. Nomenat jutge el 1824.
De 1830 a 1839, després de la Revolució belga, va recolzar a Guillem I, durant un període que una gran part de Luxemburg volia unir-se al nou Estat belga. El 1840 va ser nomenat Fiscal general. Durant 1841 al 1848 va ser membre de l'Assemblea d'estats, i en 1848 va ser el representant luxemburguès al Parlament de Frankfurt.
Norbert Metz, que s'havia convertit en el ministre de Finances, -que era pro-belga i en contra de membres de la Confederació Alemanya i el Zollverein-, va tenir gran influència a la política exterior, el que va portar a les tensions amb Alemanya. Les relacions amb els Països Baixos també es van tornar fredes després de la mort de Guillem II el 1849. El seu fill, Guillem III, qui havia estat representat pel seu germà el príncep Henry, va conduir una política estrictament conservadora i reaccionària, i va deposar el govern el 1853. En el temps del gabinet Willmar es va prendre la decisió d'introduir el franc luxemburguès com a unitat comptable del govern. L'any 1854, es van realitzar les primeres monedes de coure luxemburgueses. A partir del 28 de novembre de 1857 en endavant, Willmar va ser un membre de l'acabat de fundar Consell d'Estat de Luxemburg, i es va mantenir com a tal fins a la seva mort el 26 de novembre de 1866.